# Arcimbaldo VIII di Borbone
Arcimbaldo (Archambaut) di Borbone-Dampierre (1197 circa – 23 agosto 1242) fu Signore di Borbone, dal 1216 alla sua morte.

## Origine
Arcimbaldo, secondo la Chronica Albrici Monachi Trium Fontium, era il figlio primogenito del connestabile di Champagne, signore di Dampierre e Montluçon e signore di Borbone, Guido II e della moglie, la dama di Borbone, Matilde I, che sempre secondo la Chronica Albrici Monachi Trium Fontium, era figlia dell'erede della signoria di Borbone, Arcimbaldo di Borbone e della moglie, che, sia secondo la Histoire du Bourbonnais et des Bourbons qui l'ont possédé, Volume 1, che gli Etude sur la chronologie des sires de Bourbon, Xe-XIIIe siecles, era Alice di Borgogna.
Guido II di Dampierre era figlio di Guglielmo I di Dampierre ed Ermengarde de Mouchy, figlia di Dreux de Mouchy.

## Biografia
Sua madre, Matilde era al suo secondo matrimonio, avendo sposato in prime nozze, Gaucher IV di Mâcon, il signore di Salins, al quale aveva dato una figlia:
- Margherita di Salins († 1259), dal 1219 al 1239, signora di Salins, come risulta dal documento n° 50, datato 1220, del Cartulaire de Hugues de Chalon (1220-1319)[8], e che rinunciò all'eredità materna in cambio di 1300 marchi d'argento[9].

Secondo il documento 49A dei Titres de la maison ducale de Bourbon, tome premier, datato tra il 1205 ed il 1206, il re di Francia, Filippo II Augusto, approvava il duplice contratto di  matrimonio tra Arcimbaldo e Ghigona di Forez e tra Ghigo di Forez ed una sorella di Arcimbaldo (Filippa); mentre il matrimonio della sorella fu celebrato, nel 1216, del matrimonio di Arcimbaldo non vi è nessuna conferma.
Suo padre, Guido II morì il 18 gennaio del 1216 e Arcimbaldo, nel governo della signoria di Borbone, affiancò la madre, Matilde, come Arcimbaldo VIII, che in due documenti (65A e 65B) dei Titres de la maison ducale de Bourbon, tome premier, datati febbraio 1216, viene citato come signore di Borbone (sire di Bourbon); mentre, ancora secondo la Chronica Albrici Monachi Trium Fontium, suo fratello, secondogenito, Guglielmo, succedette al padre come signore di Dampierre e Montluçon.
Il re di Francia Filippo II Augusto gli confermò la carica che già deteneva suo padre,  connestabile della contea di Alvernia, che suo padre aveva conquistato per il re.
Il 31 dicembre del 1223, Arcimbaldo era presente, quando suo fratello, Guglielmo stipulò un trattato di pace col conte di Champagne, Tebaldo IV, come risulta dal documento 1619 delle Layettes du trésor des chartes, tome deuxieme.
Nel 1226, secondo Les anciennes et nouvelles coutumes locales de Berry, Arcimbaldo stipulò un accordo con Rinaldo, signore di Charenton; questo accordo è riportato anche dal documento n° 118B dei Titres de la maison ducale de Bourbon, tome premier.
Arcimbaldo fu attivo nella contea di Champagne, come ci provano i vari documenti dei Titres de la maison ducale de Bourbon, tome premier, a partire dal n° 60, datato 1217, sino al n° 222B, datato febbraio 1242.
Arcimbaldo morì il 23 agosto 1242 a Cognat, nei suoi feudi; secondo altri morì combattendo in Guienna, a Cognac.
Nella Signoria di Borbone, gli succedette il figlio primogenito, Arcimbaldo, come Arcimbaldo IX.

## Matrimonio e discendenza
Verso il 1215, Arcimbaldo aveva sposato Beatrice di Montluçon, figlia di Arcimbaldo signore di Montluçon e di una figlia di Dreux di Mello Signore di Saint-Bris. Arcimbaldo da Beatrice ebbe cinque figli:
- Arcimbaldo († 1249), signore di Borbone[22].
- Margherita[24] (? - Provins, 12 aprile 1256), che sposò il 12 settembre 1232 Tebaldo, conte di Champagne e poi re di Navarra[25]; Marguerite sarà reggente per gli ultimi tre anni della sua vita per il figlio Tebaldo II[26].
- Guglielmo, († prima del 1270),signore di Bessay-sur-Allier[22];
- Beatrice, che sposò Béraud VII di Mercoeur[24];
- Maria (v. 1220 - 24 agosto 1274), che sposò nel 1240 di Jean I conte di Braine e Dreux[24].

## Ascendenza
|                                     |                                    |                               | Genitori                       |  |  | Nonni |  |  | Bisnonni                      |  |  | Trisnonni                      |  |
|                                     |                                    |                               |                                |  |  |       |  |  | Guido I, signore di Dampierre |  |  | Teobaldo, signore di Dampierre |  |
|                                     |                                    |                               |                                |  |  |       |  |  | Guido I, signore di Dampierre |  |  | Teobaldo, signore di Dampierre |  |
|                                     |                                    | Elisabetta di Montlhéry       |                                |  |  |       |  |  | Guido I, signore di Dampierre |  |  |                                |  |
| Guglielmo I, signore di Dampierre   |                                    |                               |                                |  |  |       |  |  | Guido I, signore di Dampierre |  |  |                                |  |
|                                     |                                    | Helvide di Baudémont          | Andrea, signore di Baudement   |  |  |       |  |  |                               |  |  |                                |  |
|                                     |                                    | Helvide di Baudémont          | Andrea, signore di Baudement   |  |  |       |  |  |                               |  |  |                                |  |
|                                     |                                    | Helvide di Baudémont          | Agnese, signora di Braine      |  |  |       |  |  |                               |  |  |                                |  |
| Guido II, signore di Dampierre      |                                    | Helvide di Baudémont          |                                |  |  |       |  |  |                               |  |  |                                |  |
|                                     |                                    | Dreux IV, signore di Moncy    | Dreux III, signore di Moncy    |  |  |       |  |  |                               |  |  |                                |  |
|                                     |                                    | Dreux IV, signore di Moncy    | Dreux III, signore di Moncy    |  |  |       |  |  |                               |  |  |                                |  |
|                                     |                                    | Dreux IV, signore di Moncy    | Ediva di Warenne               |  |  |       |  |  |                               |  |  |                                |  |
| Ermengarda di Moncy                 |                                    | Dreux IV, signore di Moncy    |                                |  |  |       |  |  |                               |  |  |                                |  |
|                                     |                                    | Adelaide                      | …                              |  |  |       |  |  |                               |  |  |                                |  |
|                                     |                                    | Adelaide                      | …                              |  |  |       |  |  |                               |  |  |                                |  |
|                                     |                                    | Adelaide                      | …                              |  |  |       |  |  |                               |  |  |                                |  |
| Arcimbaldo VIII, signore di Borbone |                                    | Adelaide                      |                                |  |  |       |  |  |                               |  |  |                                |  |
|                                     | Arcimbaldo VII, signore di Borbone | Aimone II, signore di Borbone |                                |  |  |       |  |  |                               |  |  |                                |  |
|                                     | Arcimbaldo VII, signore di Borbone | Aimone II, signore di Borbone |                                |  |  |       |  |  |                               |  |  |                                |  |
|                                     | Arcimbaldo VII, signore di Borbone | Lucia di Nevers               |                                |  |  |       |  |  |                               |  |  |                                |  |
| Arcimbaldo di Borbone               | Arcimbaldo VII, signore di Borbone |                               |                                |  |  |       |  |  |                               |  |  |                                |  |
|                                     |                                    | Agnese di Savoia              | Umberto II, conte di Savoia    |  |  |       |  |  |                               |  |  |                                |  |
|                                     |                                    | Agnese di Savoia              | Umberto II, conte di Savoia    |  |  |       |  |  |                               |  |  |                                |  |
|                                     |                                    | Agnese di Savoia              | Gisella di Borgogna            |  |  |       |  |  |                               |  |  |                                |  |
| Matilde I, signora di Borbone       |                                    | Agnese di Savoia              |                                |  |  |       |  |  |                               |  |  |                                |  |
|                                     |                                    | Oddone II, duca di Borgogna   | Ugo II, duca di Borgogna       |  |  |       |  |  |                               |  |  |                                |  |
|                                     |                                    | Oddone II, duca di Borgogna   | Ugo II, duca di Borgogna       |  |  |       |  |  |                               |  |  |                                |  |
|                                     |                                    | Oddone II, duca di Borgogna   | Matilde di Mayenne             |  |  |       |  |  |                               |  |  |                                |  |
| Alice di Borgogna                   |                                    | Oddone II, duca di Borgogna   |                                |  |  |       |  |  |                               |  |  |                                |  |
|                                     |                                    | Maria di Champagne            | Tebaldo II, conte di Champagne |  |  |       |  |  |                               |  |  |                                |  |
|                                     |                                    | Maria di Champagne            | Tebaldo II, conte di Champagne |  |  |       |  |  |                               |  |  |                                |  |
|                                     |                                    | Maria di Champagne            | Matilde di Carinzia            |  |  |       |  |  |                               |  |  |                                |  |
|                                     |                                    | Maria di Champagne            |                                |  |  |       |  |  |                               |  |  |                                |  |

### Fonti primarie
- (LA)  Monumenta Germaniae Historica, Scriptores, tomus XXIII.
- (LA)  (FR)  Etude sur la chronologie des sires de Bourbon, Xe-XIIIe siecles.
- (LA)  (FR)  Titres de la maison ducale de Bourbon, tome premier
- (FR)  William of Tyre, Recueil des historiens des croisades. Historiens occidentaux..
- (FR)  Baluze, Histoire généalogique de la maison d'Auvergne, tome 1.
- (LA)  Layettes du trésor des chartes, tome deuxieme.
- (FR)  Cartulaire de Hugues de Chalon (1220-1319).
- (LA)  Les anciennes et nouvelles coutumes locales de Berry

### Letteratura storiografica
- (FR)  #ES Histoire du Bourbonnais et des Bourbons qui l'ont possédé, Volume 1.
- (FR)  Germain R. Les sires de Bourbon et le pouvoir : de la seigneurie à la principauté //  Actes des congrès de la Société des historiens médiévistes de l'enseignement supérieur public. № 23, 1992, pp. 195–210.